# Бахтин, Александр Николаевич (подводник)
Алекса́ндр Никола́евич Бахти́н (4 июня 1894, Малые Бобрики — 15 июня 1931, Ленинград) — российский и советский офицер-подводник, командир подводных лодок «Волк», «Пантера» и «Тур». Лейтенант флота (1917). Удостоен высшей награды РСФСР — ордена Красного Знамени за потопление британского эсминца «Виттория».

## Биография
Родился 4 июня 1894 года в селе Малые Бобрики Орловского уезда (сейчас — Глазуновский район) Орловской губернии.
По праву рождения являлся столбовым (потомственным) дворянином Калужской губернии.
В 1904 году в возрасте 10 лет был отдан в Орловский кадетский корпус (основателем этого учебного заведения был прадед А. Н. Бахтина).

### Карьера

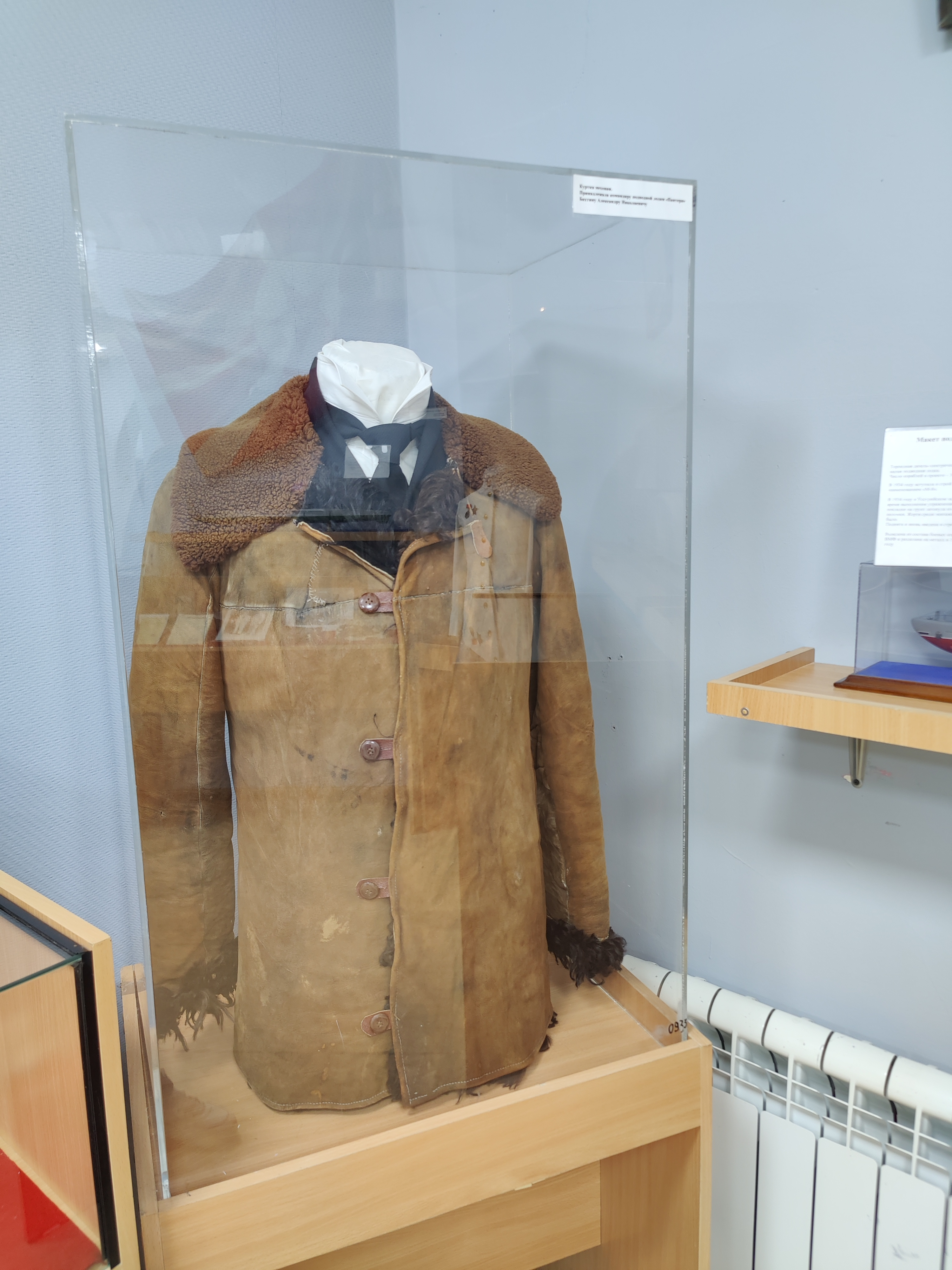
Куртка Бахтина А. Н. в экспозиции Музея истории подводных сил имени Маринеско

В связи с переездом родителей в Санкт-Петербург с 1910 года продолжил обучение в Морском кадетском корпусе, который окончил в 1914 году. Высочайшим Приказом по Морскому Ведомству за № 182 (144) от 03.05.1914 года произведен в корабельные гардемарины. В мае-июле 1914 года в составе экипажа линкора «Император Николай I» находился в дальнем походе, по возвращении из которого произведён в мичманы. Зачислен в 1-ю минную дивизию Балтийского флота, до сентября 1915 года служил вахтенным офицером на эсминце «Донской казак» типа «Украйна». С июля 1915 года переведён в дивизию подводных лодок, назначен вахтенным офицером подводной лодки «Кайман» (сентябрь-декабрь 1915), за успешный поход в октябре 1915 года и за отличную службу награждён орденом Святого Станислава 3 степени с мечами и бантом. Переведён вахтенным офицером на подводную лодку «Волк» (декабрь 1915 — декабрь 1916). За участие в знаменитом майском походе «Волка» Бахтин был награждён орденом Святой Анны IV степени с надписью «за храбрость». В 1916 году окончил краткий офицерский подводный класс и назначен старшим офицером подводной лодки «Волк». В июле 1917 года произведён в чин лейтенанта. В декабре 1917 года стал командиром ПЛ «Волк».
После Октябрьской революции молодой офицер сделал выбор в пользу Советской власти и продолжил службу в рядах рабоче-крестьянского Красного флота. В конце 1918 года назначен командиром подводной лодки «Пантера».
31 августа 1919 года подводная лодка «Пантера» под командованием А. Н. Бахтина потопила британский эскадренный миноносец «Виттория» в Копорской губе Финского залива. Это стало первым серьёзным успехом советского подводного флота, за этот подвиг был награждён орденом Боевого Красного Знамени (первым из подводников).
В последующие годы активно трудился в области подводного флота, с мая 1921 года служил командиром дивизиона подводных лодок на Балтике и одновременно командир подводной лодки «Тур». С 1922 по 1925 годы — заведующий подводным классом Морской академии, одновременно преподавал на специальных курсах командного состава военно-морских сил РККА. В эти годы печатался в газетах и журналах, участвовал в возрождении Красного Флота.
В ноябре 1922 года ему присвоено звание «Герой труда Балтийского флота».
В 1926 году окончил Военно-Морскую академию.

### Арест, ссылка и смерть
После окончания академии уволен в запас. В августе 1926 года был арестован. В апреле 1927 года осуждён по статье 58 сроком на 5 лет за «контрреволюционную деятельность» и лишён ордена Красного Знамени.
Для отбытия наказания направлен в Соловецкий лагерь особого назначения на Соловецких островах. В декабре 1927 года его дело было пересмотрено и заключение в лагере заменено на ссылку в Тобольский уезд. Постановлением Коллегии ОГПУ от 30 апреля 1929 года был освобождён досрочно, но из ссылки в Ленинград он вернулся уже больным туберкулёзом.
Работал капитаном малого плавания. Умер 15 июня 1931 года и был похоронен на Смоленском кладбище. Посмертно реабилитирован 29 сентября 1956 года.

## Награды
За боевые походы получил награды:
- Орден Святого Станислава III степени (23.11.1915)
- Орден Святой Анны III степени
- Орден Святой Анны IV степени с надписью «за храбрость» (31.03.1916)
- орден Боевого Красного Знамени (1918)

## Память
- К 100-летию подводного флота Правительство Санкт-Петербурга приняло решение об установке мемориальной доски на доме в Ленинграде по адресу 11-я линия Васильевского острова, 24[5], где с 1925 по 1931 год жил этот человек[2]. 27 июля 2007 года на доме была установлена мемориальная доска (архитектор Г. С. Пейчев).

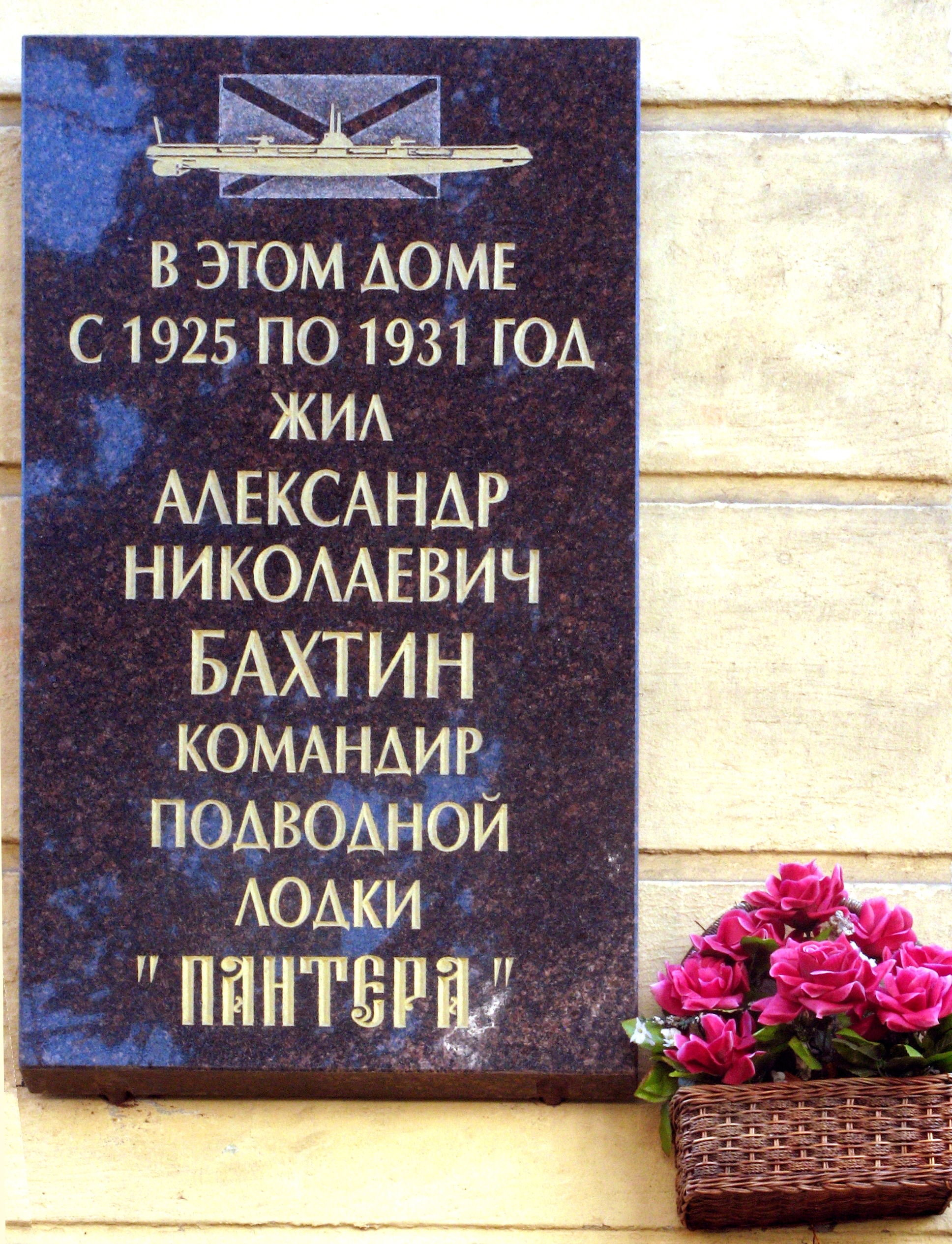
Мемориальная доска на 11 линии Васильевского острова.

- 20 октября 2007 года на Смоленском Православном кладбище состоялось открытие памятника Александру Николаевичу Бахтину на его могиле. Памятник создан в рамках Губернаторской Программы «100-летие Подводного флота России в СПб» по инициативе Санкт-Петербургского Клуба моряков-подводников и семьи А. Н. Бахтина. Автором памятника стал архитектор Геннадий Пейчев.

## Семья
Дочь и сын А. Н. Бахтина умерли в 1942 году в блокадном Ленинграде, его жена Ольга Петровна скончалась в 1963 году, перед смертью добившись реабилитации своего мужа.
Семья Бахтиных проживала в Санкт-Петербурге с 1919 года на Васильевском острове.